# Russell Gómez
Russell Gómez (Barcelona, 1987. november 17. –) spanyol motorversenyző, legutóbb, 2008-ban a MotoGP negyedliteres géposztályában versenyzett. Ez volt egyben bemutatkozó éve is, ebben az évben kilenc versenyen indult, ezeken pontot nem tudott szerezni.